# Retrívři

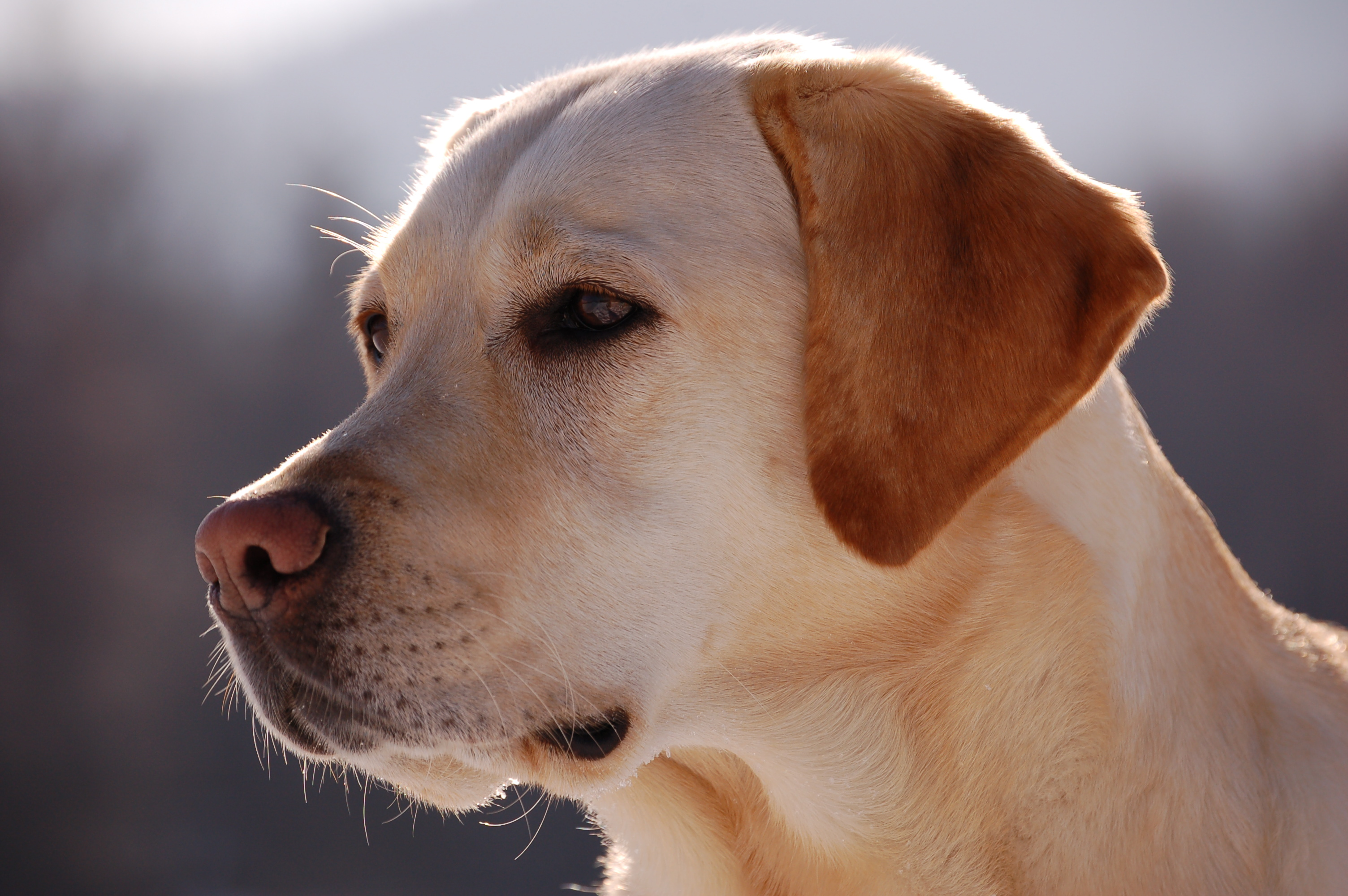
Labradorský retrívr

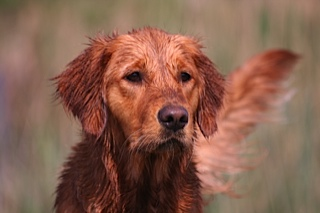
Zlatý retrívr

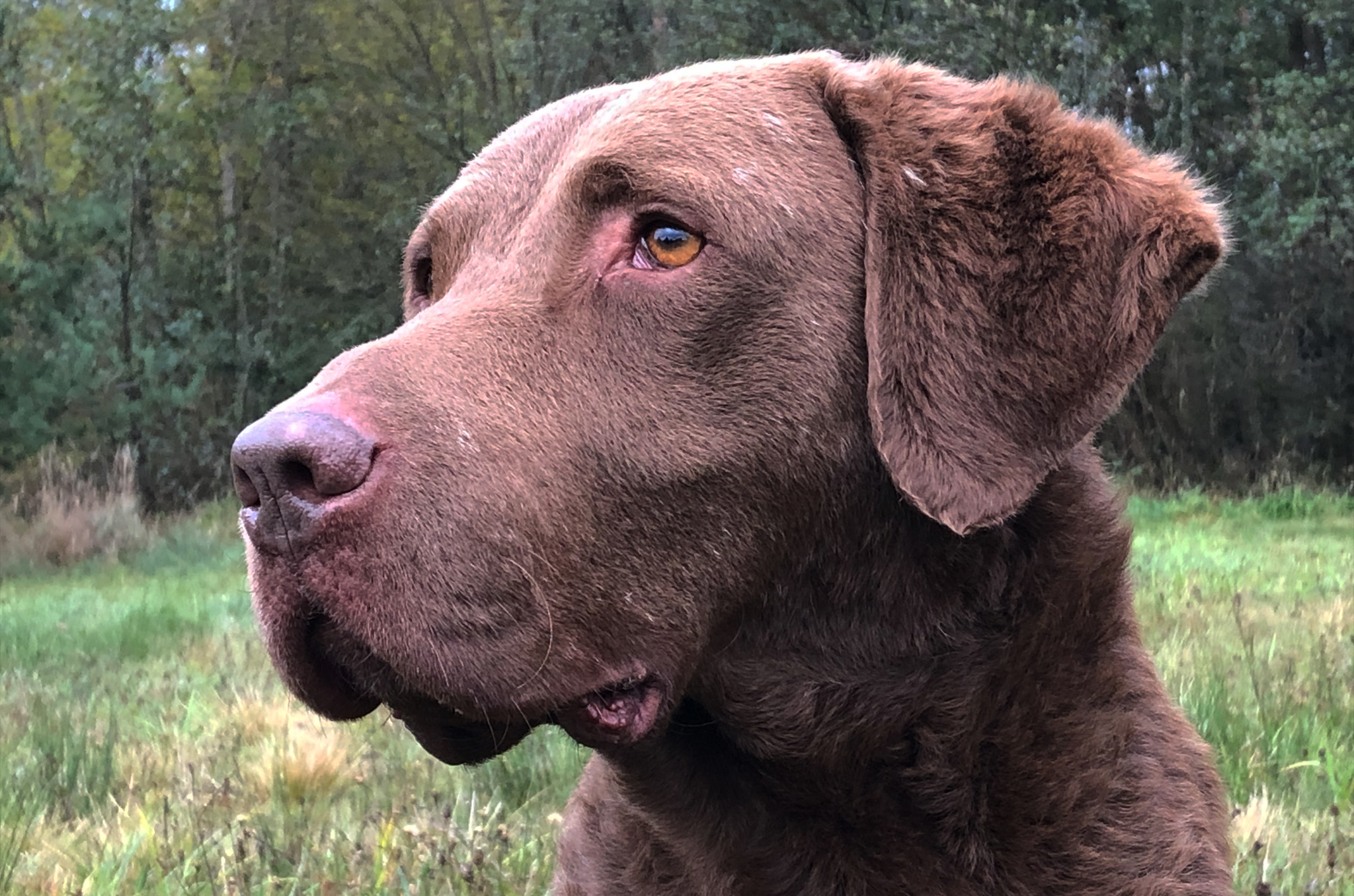
Chesapeake Bay retrívr

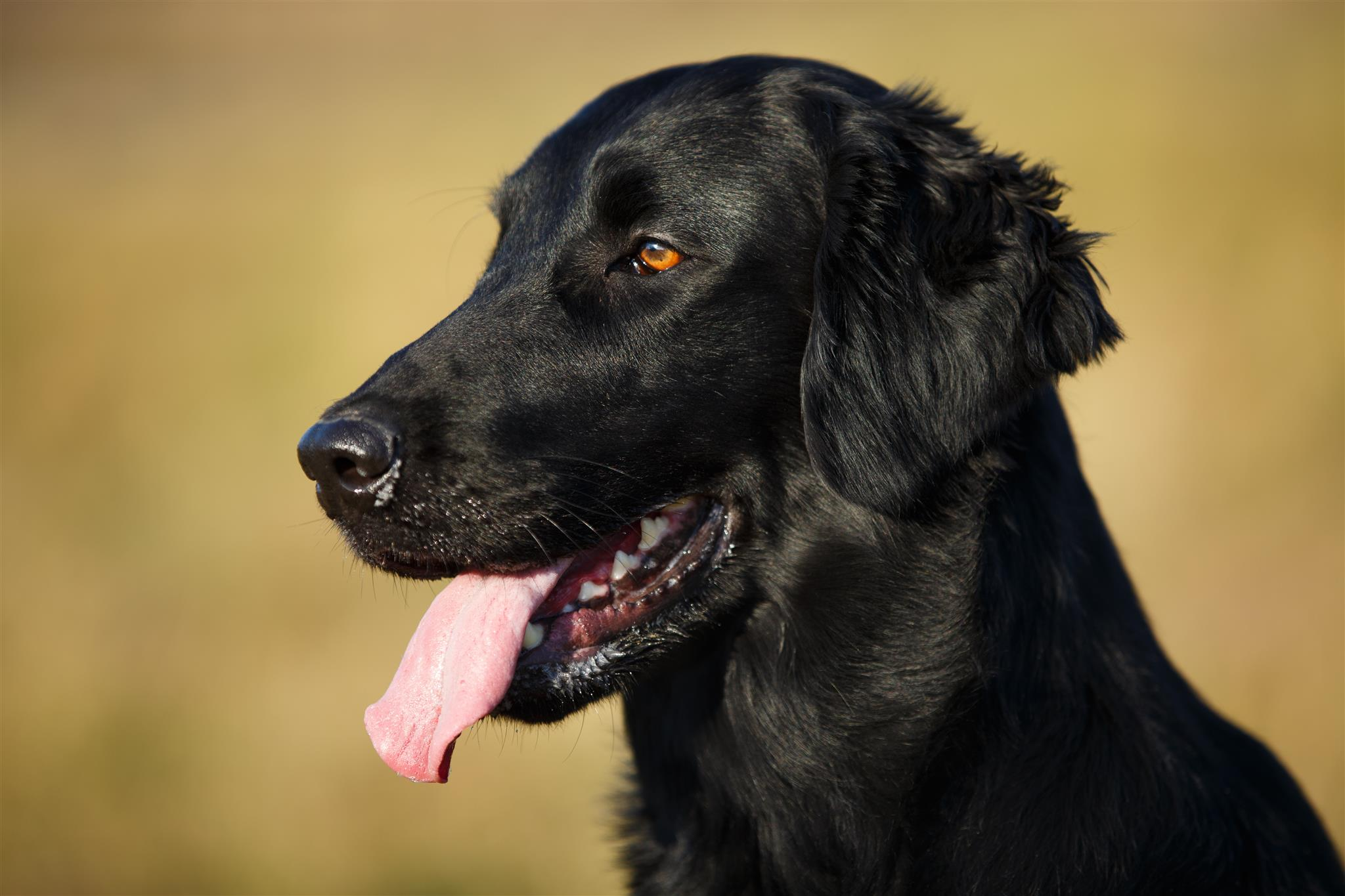
Hladkosrstý retrívr

Retrívři (anglicky retrievers), retrieveři nebo též přinášeči jsou lovecká plemena psů patřící převážně mezi velká plemena. Dle Mezinárodní kynologické federace (FCI) se řadí do VIII. skupiny pod názvem slídiči, retrívři a vodní psi, kde retrívři tvoří samostatnou I. sekci.
Nejznámějšími a nejpočetnější zástupci této sekce jsou labradorský a zlatý retrívr. Obě tato plemena jsou jedny z nejoblíbenějších loveckých plemen v Česku. Labradorský retrívr je nejpopulárnější plemeno ve Velké Británii a ve Spojených státech, zároveň se jedná i o nejpopulárnější plemeno na světě.

## Využití
Ačkoliv se jedná původně o lovecká plemena, aktuálně jsou retrívři hlavně společenští psi, kteří se využívají na různé aktivity. Kromě myslivecké praxe nacházejí uplatnění jako canisterapeutičtí a asistenční psi, používají se jako záchranářští psi a v neposlední řadě mohou provozovat psí sporty jako agility, obedience a další. Dnes hlavně v Evropě, vzhledem ke stavu zvěře, jsou jejich specifické lovecké vlastnosti využívány spíše sportovně – Working testy (WT), Dummy trialy (DT) a další.

## Povaha
Obecně retrívři jsou psi společenští, přátelští a inteligentní. Labradorský a zlatý retrívr jsou relativně snadno ovladatelní, velmi rychle se učí a jsou nekonfliktní. Obě plemena patří k nejchytřejším psům, kteří se relativně snadno učí novým příkazům.
Retrívři mají dvě vášně, milují vodu a jídlo. Plavou v jakoukoliv roční dobu, není pro ně žádný problém plavat i ve velmi studené vodě nebo ledové tříšti. Stejně tak nepohrdnou ani polovyschlým rybníkem nebo kdejakou louží. Co se týče jídla, nemají mez a jsou schopní se přejídat a mají pak sklony k nadváze.

## Plemena retrívrů
Retrívři se rozdělují na šest plemen. Čtyři plemena jsou původem ze Spojeného království, jedno z Kanady a jedno ze Spojených států.
| Český název                                       | Název dle ČMKU                     | Anglický název                     | Zkratka | Země původu     | 1. standard | schváleno | Barva | Číslo FCI | Standard FCI | Pozn.                   |
| ------------------------------------------------- | ---------------------------------- | ---------------------------------- | ------- | --------------- | ----------- | --------- | ----- | --------- | ------------ | ----------------------- |
| kudrnatý retrívr                                  | Curly Coated Retriever             | Curly Coated Retriever             | CCR     | Anglie          | 1913        | 1864      |       | 110       | ,            |                         |
| hladkosrstý retrívr                               | Flat Coated Retriever              | Flat Coated Retriever              | FCR     | Anglie          | 1923        | 1864      |       | 121       | ,            | [ p 1 ]                 |
| Chesapeake Bay retrívr                            | Chesapeake Bay Retriever           | Chesapeake Bay Retriever           | CBR     | USA             | 1877        | 1878      |       | 263       | ,            | [ p 2 ] [ p 3 ]         |
| labradorský retrívr                               | Labradorský retriever              | Labrador Retriever                 | LR      | Anglie (Kanada) | 1916        | 1903      |       | 122       | ,            | [ p 4 ]                 |
| kanadský retrívr, toller nebo novoskotský retrívr | Nova Scotia Duck Tolling Retriever | Nova Scotia Duck Tolling Retriever | NSR     | Kanada          | 1945        | 1945      |       | 312       | ,            |                         |
| zlatý retrívr                                     | Zlatý retriever                    | Golden Retriever                   | GR      | Skotsko         | 1911        | 1913      |       | 111       | ,            | [ p 5 ] [ p 6 ] [ p 7 ] |

Poznámky
1. ↑   Původní jméno plemene bylo Way-Coated Retriever[14][15] nebo někdy také uváděn jako Smooth-Coated Retriever[15][16].
2. ↑   V roce 1878 bylo uznáno předchůdcem AKC NAKC. Samotný AKC byl založen až 17. září 1884[19].
3. ↑   Původní jméno plemene bylo Chesapeake Bay Ducking Dog[20].
4. ↑   Toto plemeno pochází z ostrova Newfoundland[22], ovšem v první polovině 19. století Kanada byla kolonie. CKC byl uznán dva roky po KC[21].
5. ↑   Poprvé byl uznán KC v roce 1903 jako Flat Coats-Golden[27].
6. ↑   Často bývá rok 1911 uváděn pro uznáni KC jako samostatné plemeno s názvem Yellow or Golden Retriever[27][28].
7. ↑   V roce 1920 došlo k úpravě jména na současný Golden Retriever[26].

### Terminologie Českomoravské kynologické unie
Pouze dvě plemena retrívrů mají oficiální český ekvivalent názvů uznaný ČMKU. Jedná se o labradorského retrievera (Labrador Retriever) a zlatého retrievera (Golden Retriever), zbylá čtyři plemena nemají oficiální český ekvivalent. Tato terminologie se používá v průkazu původu psa (Pedigree) a případně v příloze k PP psa (Supplement), pokud byl vystaven.

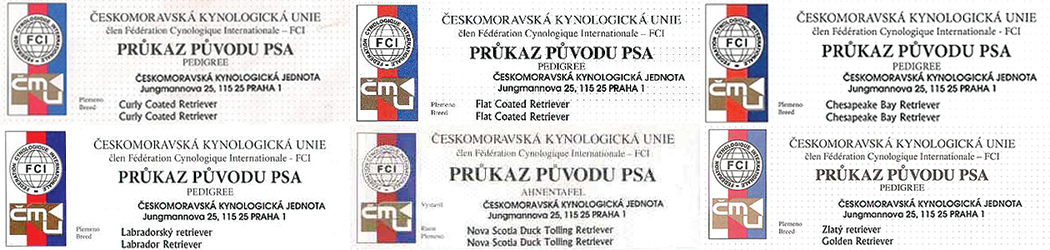
Výřezy PP všech plemen retrívrů vydaných ČMKJ.

### Pracovní linie

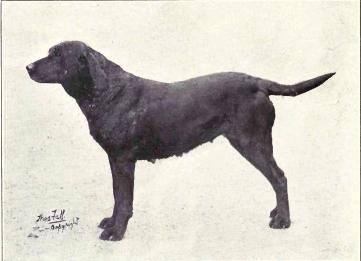
(1915)

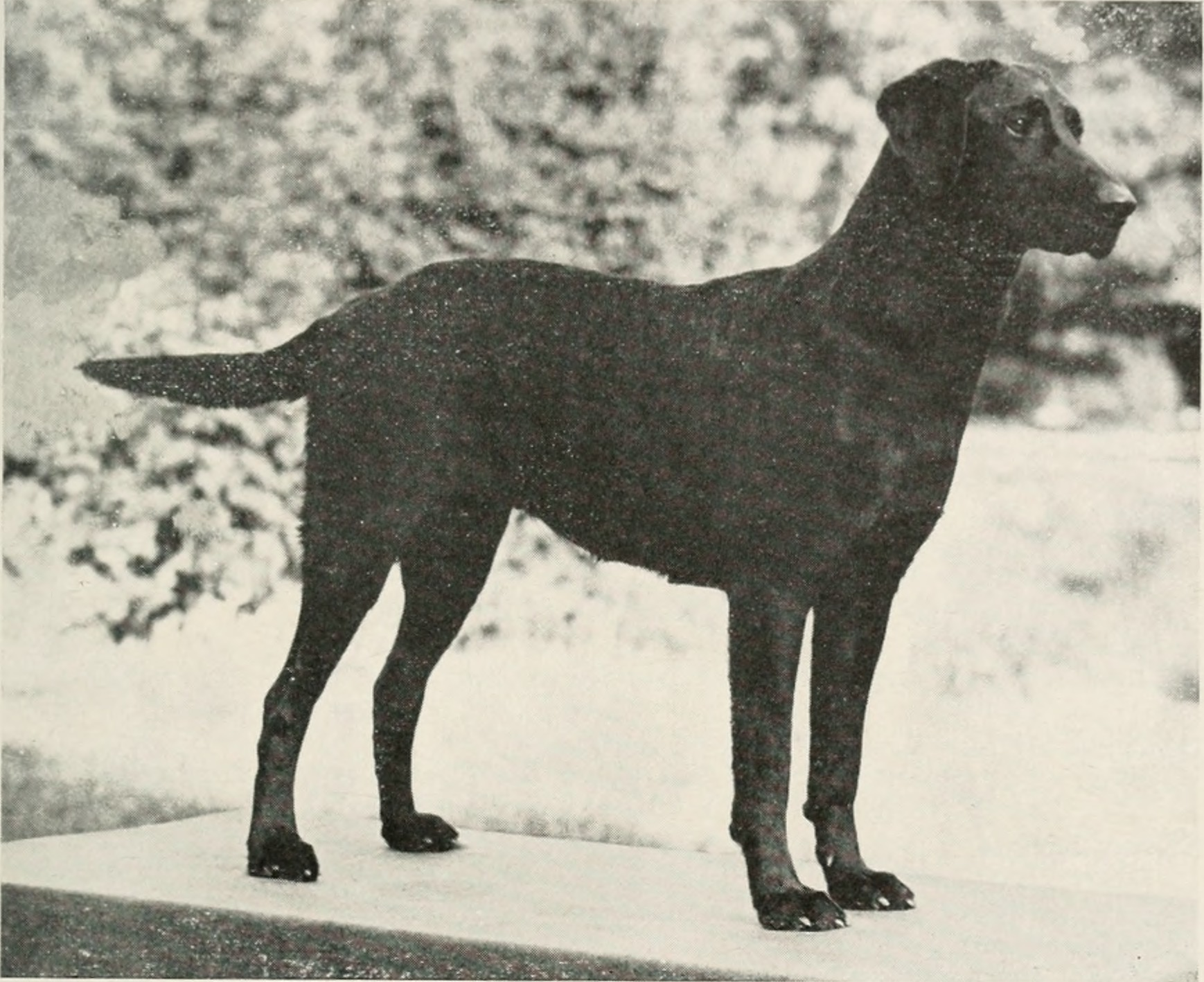
(1948)

V zahraničí jsou běžně retrívři rozdělováni navíc na pracovní (field trialové nebo jen trialové) linie a výstavní (show) linie. S tímto dělením se lze také běžně setkat i u jiných původně pracovních plemen psů. Kdy jedna část chovatelů dodržuje, k jakému účelu bylo původně plemeno vyšlechtěno, zatímco druhá část naopak vyzdvihuje exteriérové znaky příslušného plemena.
V současnosti se toto rozdělování týká pouze labradorského a zlatého retrívra, přesto se na obě linie vztahují stejné podmínky k uchovnění. Jedinci z pracovních linií jsou většinou vyšší lehčí atletické postavy s užší hlavou oproti výstavním liniím. Vzhledově se neliší od svých předků z přelomu 19. a 20. století. Je u nich kladen důraz na vyrovnanou povahu a mají silnou touhu zavděčit se vůdci (tzv. "will to please"). Pracovní linie mají dominantní zastoupení na mezinárodních akcích typu Field trial (FT) anebo na Working testech (WT), naopak potkat tyto jedince na výstavách je velmi málo pravděpodobné.
Toto dělení často nese i nepochopení ze strany chovatelů výstavních linií a exteriérových rozhodčích. Podle některých se jedná o nepovedené jedince často trpící celý život podvýživou. Ale stejně tak se i objevuje názor, že labradorský retrívr za celou dobu jeho zdokumentované existence se nezměnil až na barevné variety, nebo že byl vyšlechtěn jako robustní pes válcovitého tvaru se silnou kostrou.

### Neuznaná plemena

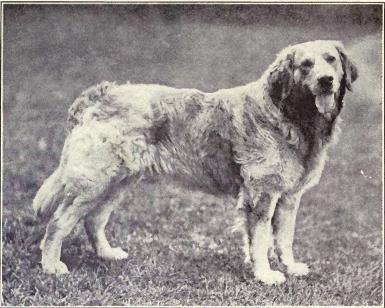
Russian Retriever

- Murray River Curly Coated Retriever - jedná se o plemeno pocházející z jihovýchodní Austrálie z oblasti podél řeky Murray, které bylo vyšlechtěno osadníky v polovině 19. století pro lov ptactva[37].
- Norfolk Retriever - jedná se o dnes neznámé plemeno, které bylo popsané v knize British Dogs[38], která vyšla v druhé polovině 19. století. Je možné, že se jedná o předky dnešního Murray River Curly Coated Retrievera[39] nebo Chesapeake Bay Retrievera[40] anebo se jedná o popis jedněch z posledních tenkrát přeživších vodních psů[39].
- Russian Retriever - jedná se o dnes vyhynulé plemeno pocházející nejspíše z Ruska[41]. Jednalo se o největšího retrievera, který měl v kohoutku ca 71 cm (28 in) a vážil ca 41 kg (90 lbs).

## Historie retrívrů v Česku
Asi prvním retrívrem dovezeným do tehdejšího Československa bylo pětiměsíční štěněte labradorského retrívra z Kanady v roce 1965. V roce 1970 pak byli dovezeny první retrívři, kteří byli i zapsáni do plemenné knihy. Jednalo se o dar šesti štěňat labradorského retrívra tehdejšímu řediteli LZ Litovel. Všechna štěňata pocházela z Velké Británie z chovatelských stanic Mansergh, Sandylands a Arodsel.
Další plemena, která se objevila v Československu a byla zapsána do plemenné knihy, byla zlatý retrívr (1980), Flat Coated Retriever (1981) a poslední byl Curly Coated Retriever (1992). Zbylá dvě plemena byla importována už do České republiky, jednalo se o Chesapeake Bay retrívra (1995) a Nova Scotia Duck Tolling Retrievera (1997).
| Zkratka | 1. import a zapsán do plemenné knihy          | 1. odchov                      |
| ------- | --------------------------------------------- | ------------------------------ |
| CCR     | 1992 (Dancurl's Cleopatra - ČLP/CCR/1/94)     | 28.04.1994 (Chs: z Vlčích luk) |
| FCR     | 1981 (Princ The Dark Chessman - ČLP/155/82)   | 27.05.1991 (Chs: z Vlčích luk) |
| CBR     | 1995 (Cheslabben Impeccable - ČLP/CBR/1/96)   | 21.05.1997 (Chs: Blue Erinor)  |
| LR      | 1970 (Brad of Mansergh - ČLP/1)               | 06.07.1975 (Chs: z Pomoraví)   |
| NSR     | 1997 (Red-Toller's Xanadu II. - ČLP/NSR/1/99) | 17.07.1997 (Chs: z Vlčích luk) |
| GR      | 1980 (Siti von N'Kadiek - ČLP/88/81)          | 16.02.1981 (Chs: Araukarity)   |

| roky   | 1995 | 2000 | 2005 | 2010 | 2012 | 2013 | 2014 | 2015 |
| ------ | ---- | ---- | ---- | ---- | ---- | ---- | ---- | ---- |
| CCR    |      |      |      |      | 5    | 10   | 11   | 16   |
| FCR    | 46   | 110  | 128  | 433  | 370  | 326  | 405  | 344  |
| CBR    |      |      |      |      | 55   | 77   | 103  | 85   |
| LR     | 824  | 1664 | 1292 | 1197 | 946  | 1027 | 962  | 1117 |
| NSR    |      |      |      |      | 58   | 51   | 99   | 91   |
| GR     | 456  | 965  | 886  | 568  | 581  | 669  | 680  | 735  |
| celkem | 1326 | 2739 | 2306 | 2198 | 2015 | 2160 | 2260 | 2388 |

## Podmínky uchovnění

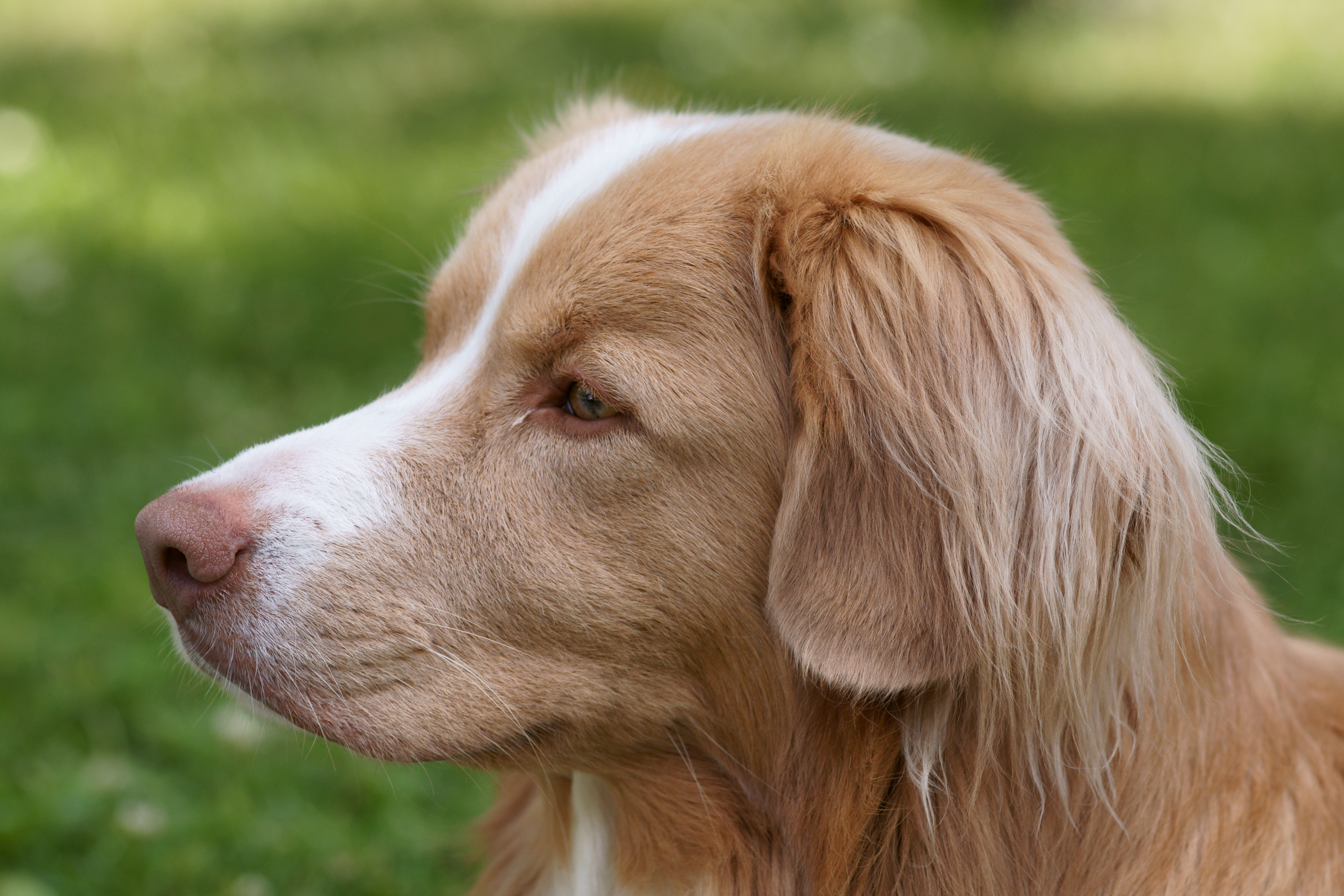
Kanadský retrívr

Pes nebo fena musí splnit následující kritéria pro uchovnění. Podmínky jsou u obou klubů téměř totožné.
- Výstavní ocenění – nejméně dvě výstavy, z toho jedna musí být klubová či speciální se zadáním titulu CAC, pořádaná KCHLS nebo RKCZ. Ocenění musí být min. 2× velmi dobrý. Ocenění na výstavě pro chovnost platí ode dne dovršení stáří jednoho roku. Druhá výstava potřebná pro chovnost může být jakákoliv národní, mezinárodní, klubová, speciální nebo oblastní či oblastní klubová[53].
- Zkoušky – minimálně úspěšně absolvovat OVVR nebo lovecké zkoušky, kde je přezkoušen aport.
- Vyhodnocení dysplazie kyčelního kloubu (DKK, anglicky Hip dysplasia - HD) s hodnocením 0/0 až 2/2 a dysplazie loketního kloubu (DLK, anglicky Elbow dysplasia - ED) po dovršení stáří jednoho roku. DLK u KCHLS je povinné, výsledek však nebude mít vliv na chovnost.
- Kohoutková výška musí odpovídat standardu daného plemene.
- Chrup – skus dle standardu a musí mít všechny špičáky. Ostatní chybějící zuby se evidují, ale nemají vliv na chovnost.
- U plemene Nova Scotia Duck Tolling Retriever výsledek genetického testu očí na prcd-PRA (zkratka pro Progressive rod-cone degeneration - Progressive Retinal Atrophy, česky Progresivní degenerace tyčinek a čípků - Progresivní retinální atrofie) a CEA (zkratka pro Collie Eye Anomaly, česky Anomálie oka kolie) vyžaduje pouze RKCZ.

## Číslo zápisu
Číslo jednoznačně identifikovat jedince s průkazem původu (PP) a je pro každého jedince jedinečné. Z tohoto čísla je patrné i o kolikátého jedince se jedná zapsaného do plemenné knihy v ČR. Číslo zápisu u retrívrů se skládá ze tří, resp. čtyřech částí oddělených lomítkem. Tzn. zkratka plemenné knihy / zkratka plemene / pořadové číslo zápisu do plemenné knihy daného plemene / rok uchovnění, pokud je daný jedinec uchovněn.
- Plemenná kniha pro retrievery má zkratku ČLP [p 2] (zkratka pro "Českoslovenští lovečtí psi" resp. "číslo loveckého psa")[57].
- Pokud má jedinec tetování, pro retrievery je tetovací číslo shodné s číslem zápisu do plemenné knihy[58].
- PP vydává u retrieverů Českomoravská kynologická jednota (ČMKJ).

| Země      | Vzor           | Význam zkratky                  | Pozn.                            |
| --------- | -------------- | ------------------------------- | -------------------------------- |
| Česko     | ČLP/&&&/#####  | Číslo loveckého psa             | & : CBR, CCR, FCR, GR, LR, NSR   |
| Německo   | DRC-& $$-####  | Deutscher Retriever Club        | & : B, C, F, G, L, T             |
| Polsko    | PKR.VIII-##### | Polska Księga Rodowodowa        |                                  |
| Rakousko  | ÖHZB &&& ##### | Österreichisches Hundezuchtbuch | &&& : CCR, CBR, DTR, FCR, GR, LR |
| Slovensko | SPKP ####      | Slovenská plemenná kniha psov   |                                  |

& - zkratka plemena | $ - rok vrhu | # - číslo zápisu

## Lovecké upotřebení - zkoušky

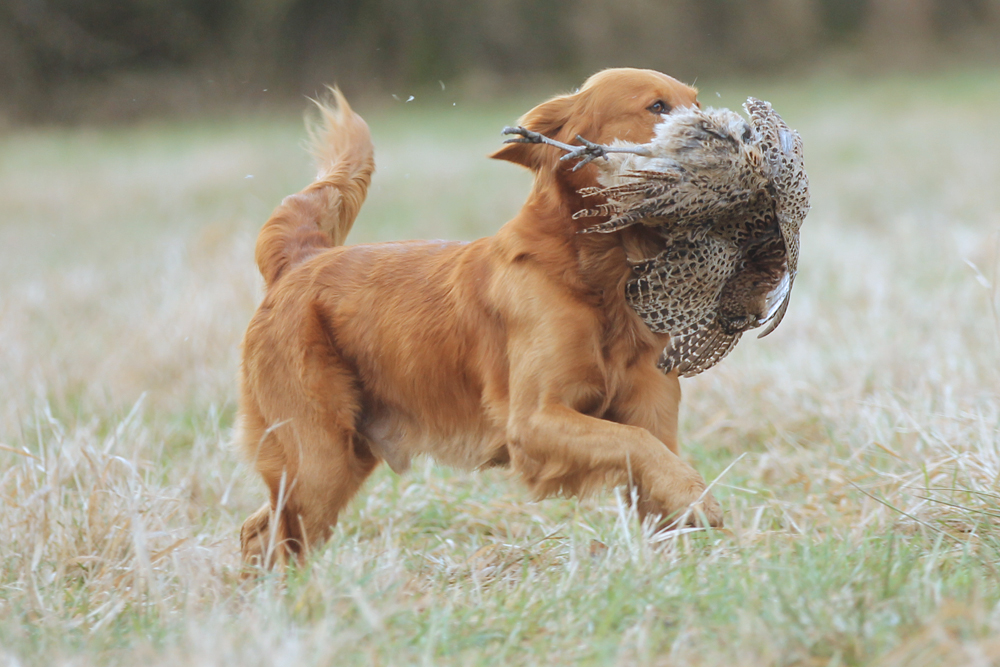
Mezinárodní field trial retrieverů - zlatý retrívr

Retrieveři, tedy přinášeči, slouží k přinesení střelené zvěře bez dalšího poškození. Schopností retrieverů je zapamatovat si místo dopadu střelené zvěře i několika kusů často ve velmi obtížném terénu. Během lovu se musí chovat klidně. Pro kus vyráží až na povel vůdce a jde nejpřímější cestou, pokud zvěř neviděl musí se nechat navést vůdcem na požadovaný kus. Další důležitou vlastností retrievera je tzn. měkká morda, což je schopnost aportovat zvěř, aniž by se do ní zakousl.
Lovecké zkoušky retrieverů organizují okresní myslivecké sdružení (OMS) a chovatelské kluby ve spolupráci s Českomoravská kynologická jednota (ČMKJ) a Českomoravskou mysliveckou jednotou (ČMMJ). V Česku jsou v současné době dva chovatelské kluby věnující se retrieverům. Prvním klubem je Klub chovatelů loveckých slídičů (KCHLS), který se věnuje celé VIII. skupině. Druhým klubem je Retriever klub CZ (RKCZ), který se věnuje pouze retrieverům. Oba kluby každoročně vypisují mnoho loveckých zkoušek. Tyto zkoušky lze rozdělit do tří skupin, a to na nižší zkoušky, vyšší zkoušky a field trial.
- Nižší zkoušky – podzimní zkoušky retrieverů (PZ), lesní zkoušky retrieverů (LZ) a zkoušky vodní práce (ZVP).
- Vyšší zkoušky – zkoušky přinášení retrieverů (ZPR), všestranné zkoušky přinášení retrieverů (VZPR), speciální zkoušky retrieverů (SZR) a mezinárodní soutěž retrieverů (MSR).
- Field trial – mezinárodní field trial retrieverů (MFTR) a národní field trial retrieverů (NFTR).

Úspěšným složením zkoušky s prospěchem obstál pes prokázal loveckou upotřebitelnost pro danou skupinu zvěře. Vůdce obdrží doklad o osvědčení lovecké upotřebitelnosti psa, tzv. Potvrzeni o složení zkoušky psa z výkonu. Není možné uznat zkoušku psa, která je složena v jiném státě než v ČR. Zkoušek z výkonu loveckých psů se mohou zúčastnit psi po dosažení věku 10 měsíců a field trial po dosažení věku 15 měsíců .
Field trial je nejvyšší zkouška, jakou může lovecky vedený retriever absolvovat. Na rozdíl od všech ostatní zkoušek tato jako jediná probíhá se živou zvěří - lov. Dalšími zkouškami jsou např. Ověření vlohových vlastností retrieverů (OVVR) a zkoušky vloh (ZV), ovšem ani jedna není zkouškou lovecké upotřebitelnosti.

### Šampion práce
Oba chovatelské kluby vypisují během roku několik desítek loveckých zkoušek s možností získání čekatelství šampiona práce. Čekatelství je udělováno pouze vítězi v I. ceně, které ovšem není nárokovatelné. Jedná se o:
- Klubové čekatelství - CCT (zkratka pro Certificat au Championnat de Travail),
- Národní čekatelství - CACT (zkratka pro Certificat d'Aptitude au Championnat de Travail),
- Mezinárodní čekatelství - CACIT (zkratka pro Certificat d'Aptitude au Championnat International de Travail) - lze získat pouze na MFTR.

Podle získaných čekatelství poté lze získat příslušného šampiona práce. Ty rozdělujeme shodně do tří skupin a to na:
- Klubový šampion práce - zastřešující organizací pro udělení titulu je příslušný klub. V ČR tento titul uděluje pouze RKCZ[66].
- Šampion práce ČR - zastřešující organizací pro udělení tohoto titulu je ČMKU[67] a garantem zkoušek je ČMMJ.
- Mezinárodní šampion práce - C.I.T. (zkratka pro Champion International de Travail) - zastřešující organizací pro udělení tohoto titulu je přímo FCI[68].

Získání titulu Šampion práce je podmíněno získáním určitého počtu čekatelství. Podmínky se liší podle typu šampiona práce a kdo jej vydává.

## Výstavy
V České republice každoročně probíhá mnoho druhů výstav psů, kde leze vystavovat retrievery. Počínaje oblastními a krajskými výstavami až nejprestižnější mezinárodní výstavy se zadáváním čekatelství CACIB (zkratka pro Certificat d'Aptitude au Championnat International de Beauté) popřípadě BOB (zkratka pro Best of Breed). Všechny výstavy podléhají Výstavnímu řádu ČMKU resp. Výstavnímu řádem FCI.

## Zajímavosti
- Státním symbolem Marylandu je od roku 1964 Chesapeake Bay Retriever[71].
- Maskotem sportovních klubů spadající pod Marylandskou univerzitu (UMBC) je Chesapeake Bay Retriever[72].
- Patronkou anglického Labrador Retriever Clubu je královna Alžběta II.[73].
- Prvním zvířetem na obalu časopisu Life byl v roce 1938 čtyřletý Labradorský retriever Blind of Arden[74].